# Misumenops haemorrhous
Misumenops haemorrhous är en spindelart som beskrevs av Cândido Firmino de Mello-Leitão 1949. 
Misumenops haemorrhous ingår i släktet Misumenops och familjen krabbspindlar. Inga underarter finns listade i Catalogue of Life.